# David Ferreiro
David Ferreiro Quiroga (ur. 1 kwietnia 1988 w Ourense) – hiszpański piłkarz występujący na pozycji pomocnika w SD Huesca.